# Sospita tessei
Sospita tessei är en fjärilsart som beskrevs av Joicey, Noakes och Talbot 1915. Sospita tessei ingår i släktet Sospita och familjen juvelvingar. Inga underarter finns listade i Catalogue of Life.